# Cosges
Cosges é uma comuna francesa na região administrativa de Borgonha-Franco-Condado, no departamento de Jura. Estende-se por uma área de 13,49 km². Em 2010 a comuna tinha 367 habitantes (densidade: 27,2 hab./km²).